# Desarrollo psicomotor
El desarrollo psicomotor  es aquel proceso mediante el cual el sujeto adquiere y diferencia un conjunto de funciones de tipo motor, sensitivas-sensoriales, intelectuales y afectivas que le van a permitir obtener una serie de habilidades que le permitirán cumplir las funciones que le corresponden a su edad. Es decir, a través del movimiento el sujeto se relaciona con su medio, con los otros, generando así la posibilidad de transformar y transformar sus ideas, a través de la ideomotricidad.
¿Normal o patológico? Existen márgenes de normalidad para la adquisición de las distintas habilidades de DPM. Es difícil proporcionar un margen satisfactorio de normalidad. Cuanto más lejos este un niño del promedio es menos probable que sea normal.
Considerar que el desarrollo psicomotor infantil es muy variable, de ahí que son frecuentes las regresiones y las incoherencias (una misma función puede presentar variaciones en su evolución) y las disociaciones en el mismo. Las disociaciones son frecuentes: retrasos circunscritos a ciertas áreas, mientras las otras se desarrollan bien. 
Gran variabilidad intraindividual e interindividual.
Las diferencias entre las edades medias y las edades límite puede demostrarse si consideramos la gama de edades a las que se alcanza un hito importante del desarrollo: marcha sin apoyo.
Cuando se valora el desarrollo psicomotriz de un neonato hay que tener en cuenta su edad gestacional. Hay que tener en cuenta la edad corregida cuando evaluamos el desarrollo de un prematuro. La edad corregida es la edad que tendrá el bebe prematuro si hubiera nacido a término, es decir, a los 40 semanas de edad gestacional (EG). Generalmente se corrige la edad hasta los dos años, edad en la que la EG no representa una proporción significativa de la vida del niño y deja de tener importancia.
Ej: un niño nace con 28 semanas de edad gestacional (40-28=12 semanas, es decir 3 meses antes de la fecha probable de parto). A los 6 meses de nacido (edad cronológica), tendríamos que restar los 3 meses que le faltaban para ser a término (40 semanas de edad gestacional) es decir: 6 meses de edad cronológica-3= 3 meses sería la edad corregida.

## Principios generales

### Principio de la individualidad
La secuencia del desarrollo psicomotor es la misma en todos los niños, pero no así su velocidad. El DPM será tanto más personal cuanto mayor sea la edad Por ejemplo, un niño tiene que aprender a sentarse antes que a andar, pero la edad a la que aprenda estos hitos del desarrollo psicomotriz es muy variable interindividualmente

### Principio de la secuencialidad y de la continuidad
El desarrollo psicomotor infantil es un proceso continuo desde la concepción a la madurez, siguiendo siempre una secuencia determinada. Esto significa que se inicia desde el mismo momento de la concepción, por lo que el nacimiento es simplemente un hecho más en el curso del desarrollo psicomotor infantil, aunque indudablemente marca el comienzo de la acción de numerosos factores ambientales. Además el desarrollo psicomotor sigue siempre una secuencia determinada, de forma que un niño no gateará hasta que previamente no madure el tono muscular cervical, lumbar, etc.

### Principio del orden
El desarrollo psicomotor sigue un determinado orden, así el niño se desarrolla siempre en dirección céfalo-caudal. De forma que el primer paso para la deambulación es el desarrollo del mantenimiento de la cabeza. Además, el desarrollo psicomotor sigue un orden proximal-distal y flexor-extensor.

### Principio del progreso global o ley del compuesto
Existe una secuencia determinada en cada área del DSM, pero dichas áreas no maduran a la misma velocidad. Por ejemplo, aunque las fases en el desarrollo de la pinza manual y la locomoción (sedestación y marcha) están claramente delimitadas, el desarrollo puede ser más rápido en un área que en la otra. El desarrollo psicomotor en sus diferentes áreas va adquiriendo madurez de forma global pero a distintas velocidades. Lo importante es que al final el desarrollo se complete y el sujeto adquiera unas determinadas habilidades acordes con su edad.

### Principio de la actividad específica
Este principio dice que a la actividad de carácter general o en masa, suceden respuestas individuales específicas. Por ejemplo, aunque el lactante pequeño mueve el tronco, brazos y piernas frenéticamente y jadea excitado cuando ve algo o a alguien que desea, el niño mayor simplemente sonríe y lo coge.

## Factores determinantes del desarrollo psicomotor infantil

### Factor preconcepcional (psicogénico)
Constituye el potencial del desarrollo psicomotor.
La cromosomopatía más común (1/800 nacidos vivos) es la trisomía 21 o síndrome de Down. Además de un fenotipo característico las consecuencias conductuales del Down incluyen retraso mental, dificultades en el habla, vocabulario limitado y desarrollo motriz lento. Estos problemas se hacen más evidentes con la edad, porque muestran un retardamiento gradual en el desarrollo desde la infancia cuando se comparan con los demás niños. Numerosas enfermedades genéticas se acompañan de alteraciones del desarrollo psicomotor.

### Factores ambientales

#### Factores prenatales y perinatales (factores de riesgo obstétrico-neonatales)
Todas aquellas circunstancias de carácter obstétrico (desprendimiento placentario, circulares de cordón, hemorragia placentaria, etc) y/o neonatales (asfixia perinatal, puntuación de apgar baja a los cinco minutos de vida, etc) que pueden afectar al normal desarrollo del sistema nervioso neonatal puede alterar de forma más o menos severa al desarrollo psicomotor del ser humano. Cualquier alteración en esta unidad o bien en la adecuada oxigenación cerebral del feto del neonato determina una afectación del cerebro y un posible retraso DPM.

## División

### Área motora
Se incluyen en ella todas las formas de movimiento fino y grosero que deben adquirir los sujetos a lo largo de su desarrollo. 

#### Área motriz gruesa
Etapa neonatal:
Durante la etapa neonatal, desde el punto motriz, es esencial buscar los reflejos neonatales, llamados también arcaicos. Entre ellos destacan: 
Los reflejos neonatales deben desaparecer en torno al cuarto mes de vida (siempre antes del sexto mes de vida), de forma que en ese momento pasan a ser de carácter voluntario.
La persistencia y/o excesiva intensidad de los reflejos neonatales debe hacernos sospechar la existencia de una patología neurológica en el paciente.
- Reflejo de succión y deglución: cuando se pone el pipo por ejemplo
- Reflejo de hociqueo o búsqueda de los puntos cardinales: Abre la boca y gira la cabeza hacia el chupete que estimula la mejilla.
- Reflejo de presión palmar: hace que le niño coja el dedo.
- Reflejo de presión plantar: poner dedo y cierra pie, al igual con la mano.
- Reflejo de marcha automática o deambulación: Sostener al niño en posición vertical cogido por axilas y los pies tocan la superficie de la mesa. Debemos inclinarlo algo hacia delante. La respuesta que dará es movimientos alternantes de marcha con ambos pies.
- Reflejo de abrazo de moro  (apertura de brazos supina): reflejo vestibular. Debe ser completo y simétrico. Al echarle la cabeza adelante y atrás flexoextension, se observa que abre y cierra los brazos y llanto.
- Reflejo tónico asimétrico del cuello (si giramos el cuello a la derecha estirará la pierna derecha). Puede manifestarse de forma no constante a lo largo de los 2 primeros meses de vida, siendo más marcado es niños espásticos.Permitirá al niño pasar de prono a supino y viceversa.
- Reflejo de enderezamiento estático o reacción positiva de soporte o apoyo
- Reflejo de incurvación del tronco ( galant): Teniendo al bebé tumbado boca abajo, si le pasas el dedo sobre los riñones, en paralelo a la columna vertebral, el cuerpo se arquea ligeramente hacia el lado estimulado.

Los reflejos neonatales deben desaparecer en torno al 4º mes de vida (siempre antes del 6º mes). Su persistencia debe considerarse como un signo de alarma de que el desarrollo psicomotor de ese niño no es normal. Pasan de ser involuntarios a voluntarios.
El reflejo de abrazo de moro suele desaparecer en torno al 1-2 meses
Las acciones motoras definidas relacionadas al desarrollo motriz normal están en relación con la declinación o extinción de la actividad refleja primitiva (ARP)  y el incremento en complejidad de las reacciones posturales 
La persistencia de estos debe hacernos sospechar de patología neurológica

#### Área motriz fina
Para que la mano inicie el proceso que le llevará a alcanzar su importante función como órgano motriz, sensorial, de comunicación, etc debe antes de librarse del reflejo de prensión palmar, de la reacción tónica asimétrica del cuello, superar la hipertonía flexora de las extremidades y establecer una coordinación óculo-manual correcta.
La evolución de la motricidad fina ocurre desde el nacimiento, aunque es durante el cuarto mes de vida cuando aparecen los principales hitos evolutivos de la motricidad fina, de forma que esta está establecida a los 4-6 años cuando el niño realiza el denominado trípode manual o postura que adoptan los dedos pulgar, índice y medio para sostener un lápiz y poder escribir, dibujar, etc.
El lenguaje y el establecimiento de la pinza son hitos evolutivos básicos de la especie humana respecto a otros animales
Al neonato si le ponemos delante de sus ojos un aro colgante en un porcentaje alto de casos (55%) fija sus ojos en el objeto pero en tan solo un 15% de casos realiza movimientos de persecución con ambos ojos. Por tanto, su coordinación óculo-motora es muy deficiente. Pero a partir de los 3-4 meses el lactante es capaz de mirar un objeto que le pongamos delante de su campo visual e intentará cogerlo. Lo cogerá si se lo ponemos en la mano. A los 4 meses es capaz de batir palmas jugando, se quita la ropa, intenta alcanzar objetos que estén delante de su vista, pero con frecuencia sobrepasa los límites del mismo.
A las 12 semanas es capaz de mirar un objeto que le pongamos en su campo visual, como si quisiera cogerlo y lo cogerá si se le pone en la mano.
A las 20 semanas es capaz de coger un objeto voluntariamente. Juega con los dedos de sus pies. 
Más tarde su pinza tiene que pasar por varias etapas:
Pinza palmar inmadura que le permite coger un cubo con la palma de la mano del lado lunar, pinza radial y pinza madura o elaborada, que aparece en el último trimestre del primer año de vida.
A las 40 semanas se observa aproximación al objeto con el índice (1) y a esa misma edad realiza la pinza, aposición del pulgar, que permite al niño coger la bolita (2).
A los 6 meses cambia objetos de una mano a otra y como generalmente mastican son capaces de llevarse una galleta a la boca y comérsela.
A los 13 meses construye una torre con dos cubos, pero no hace una con diez hasta los 3 años. A los 15 meses coge una taza y bebe de ella y es capaz de dejarla en la mesa sin derramar mucho. A los 18 meses pasa dos o tres páginas de un libro a la vez, pero lo hace de una en una a partir de los 2 años. A esa edad se pone calcetines y hacia los dos años y medio puede ensartar cuentas, A los 3 años es capaz de dibujar.
De los dos a los tres años y medio manipula bien los objetos y es capaz de diferenciar, inclusive con corrección espontánea, las formas geométricas del tablero de los test de Gessell.
A los 3 años la mayoría de niños son capaces de manejar el lápiz con preferencia digital y copiar un círculo.

### Área adaptativa
Incluye el conjunto de reacciones del niño frente a los objetos y diversas situaciones. Para su normal desarrollo es fundamental que la coordinación óculo-motora sea normal.
A medida que avanza la edad, aumenta el campo visual, de forma que a los 4 meses intenta coger los objetos que se le presentan, mientras que a los 6-7 meses puede llevarse objetos a la boca, chupándolos, golpeándolos, etc, con lo que comienza a reconocerlos.
La boca adquiere gran importancia en esta área del desarrollo psicomotor. Si bien al inicio su misión básica es la nutritiva (reflejos de succión y deglución), además de constituir el primer contacto con su madre (pezón) o a través de la tetina del biberón, posteriormente va madurando su funcionalidad, así hacia los 4-5 meses aproxima sus labios a los bordes de una taza. A los 6 meses inician la masticación, lo que junto a su capacidad para coger objetos, le posibilitan llevarse alimentos a la boca, como una galleta. A esta edad les gusta coger el biberón. A los 10 meses la masticación debe estar bien establecida.
Al año comienzan a valorar rudimentariamente la forma y el número de los objetos que le rodean. A esta edad comienzan a imitar. A los 18 meses saben donde están los objetos y a quien pertenecen. Señalan con el dedo lo que quieren y son capaces de señalarse zonas de su cuerpo. A los 18 meses se ha constituido el esquema corporal. A partir de esa edad comienza la estructuración espacial y luego la temporal.
A los 2 años maneja de forma más concreta los objetos, aumenta su memoria, identifica colores y, en general, sus acciones tienen una finalidad. A los 3 años poseen cierto orden y al tener una buena estructuración espacio-temporal, tienden a identificar, confrontar y clasificar los objetos. Preguntan insistentemente sobre las cosas, objetos, etc. A los 5 años pueden resolver problemas simples de tipo geométrico y espacial. La estructuración espacial está ya bien establecida.

### Área del lenguaje
El lenguaje es la culminación y abstracción de ese diálogo corporal con el mundo que constituye la psicomotricidad y además es la esencia misma de la motricidad fina representada por la articulación misma de las palabras.
El lenguaje es la facultad comunicativa humana que emplea un código (lengua) convencional, arbitrario, lineal y econó- mico, basado en señales sonoras; éstas, además, se pueden convertir a las modalidades visuo-gráficas y táctiles.

### Desarrollo de los sentidos

#### Vista
El neonato prácticamente pasa todo el tiempo con los ojos cerrados pues el sueño ocupa la mayor parte de su tiempo. Es difícil abrirles los párpados, lo cierran con fuerza. Ante una luz fuerte cierran sus párpados. Aunque pueden fijar los ojos momentáneamente ante un punto luminoso, su imagen es borrosa e imprecisa. La coordinación de la musculatura ocular es inmadura. 
Los neonatos presentan una hipermetropía fisiológica y fotofobia. Sus escleróticas son azules, no siendo raro que presenten estrabismo. La ausencia de lágrimas en los primeros días favorece la aparición de conjuntivitis.
La presencia de movimientos oculares erráticos, desorganizados, continuos, rotatorios, etc debemos sospechar una ambliopía o ceguera.
Exploraremos muy bien los ojos de los recién nacidos para buscar la presencia de cataratas, microftalmía, opacidades corneales, colobomas, reflejo blanco pupilar, etc.
Hacia los seis semanas de edad, ambos ojos deben moverse juntos cuando siguen una fuente de luz, de forma que no deben existir estrabismos. La agudeza visual mejora desde los 6/60 a los tres meses de edad hasta el nivel de adulto alrededor de los tres años.

#### Oído
El neonato percibe la intensidad sonora, de forma que la música suave le calma, mientras que la fuerte le excita y la voz de su madre le tranquiliza. Podemos decir que el recién nacido presenta una hipoacusia fisiológica relativa.
La función auditiva es de las más precoces en madurar, de forma que al final del primer año las vías auditivas han madurado.
La ausencia precoz de los sonidos que debe emitir el niño, la inatención a los estímulos sonoros o la pérdida gradual y/o el cambio en el patrón del lenguaje que corresponda a su edad cronológica, excluido el daño cerebral severo, indicaría afectación de la audición.

#### Olfato
Ante un olor fuerte el neonato responde apartando la cabeza o haciendo algún tipo de mueca. Parece que el olfato sólo responde con seguridad a estímulos que afecten al trigémino o V par craneal.

#### Tacto
Está atenuado tanto el táctil propiamente dicho como el térmico y doloroso. Sin embargo, el contacto con la piel y el calor estimulan los reflejos del niño. De forma especial, capta y experimenta el afecto ante el contacto con su madre en el momento de acercarle el pecho materno.

#### Gusto
Es tal vez el sentido más desarrollado en el momento del nacimiento. La capacidad de succión es más intensa ante sabores dulces que ante los salados o amargos; ante aquel permanece succionando hasta que desaparece el sabor, recreándose en él.
- Datos: Q25409056